# Polideuk (mjesec)
Polideuk (također Saturn XXXIV) je prirodni satelit planeta Saturn. Unutarnji pravilni satelit s oko 13 kilometara u promjeru i orbitalnim periodom od 2.736915 dana.